# Olympische Sommerspiele 2020/Schwimmen – 200 m Brust (Frauen)
Der Schwimmwettkampf über 200 Meter Brust der Frauen bei den Olympischen Spielen 2020 in Tokio wurde vom 28. bis 30. Juli 2021 im Tokyo Aquatics Centre ausgetragen.
Es fanden vier Vorläufe statt. Die 16 schnellsten Schwimmerinnen aller Vorläufe qualifizierten sich für die beiden Halbfinals, die einen Tag später ausgetragen wurden. Für das Finale am darauffolgenden Tag qualifizierten sich hier die acht schnellsten Starterinnen beider Läufe.
Abkürzungen: 
 WR = Weltrekord, OR = olympischer Rekord, AS = asiatischer Rekord, NR = nationaler Rekord, PB = persönliche Bestleistung, JWB = Jahresweltbestzeit

## Bestehende Rekorde
Vor Beginn der Olympischen Spiele waren folgende Rekorde gültig.
| Weltrekord         | Rikke Møller Pedersen | 2:19,11 min | Barcelona, Spanien     | 1. August 2013 |
| Olympischer Rekord | Rebecca Soni          | 2:19,59 min | London, Großbritannien | 2. August 2012 |

Während der Olympischen Spiele wurden folgende Rekorde gebrochen:
| Weltrekord         | Tatjana Schoenmaker | 2:18,95 min | Tokio, Japan | 30. Juli 2021 |
| Olympischer Rekord | Tatjana Schoenmaker | 2:18,95 min | Tokio, Japan | 30. Juli 2021 |

## Vorläufe
Mittwoch, 28. Juli 2021, 12:36 Uhr MESZ
 

### Vorlauf 1
| Platz | Bahn | Schwimmerin         | Nation     | Zeit (min)  | Anmerkung |
| ----- | ---- | ------------------- | ---------- | ----------- | --------- |
| 1     | 4    | Kristýna Horská     | Tschechien | 2:25,03 min | NR        |
| 2     | 6    | Mona McSharry       | Irland     | 2:25,08 min | NR        |
| 3     | 2    | Kotryna Teterevkova | Litauen    | 2:26,82 min |           |
| 4     | 3    | Melissa Rodríguez   | Mexiko     | 2:26,87 min |           |
| 5     | 5    | Eszter Békési       | Ungarn     | 2:26,89 min |           |
| 6     | 7    | Eneli Jefimova      | Estland    | 2:27,87 min |           |
| 7     | 1    | Andrea Podmaníková  | Slowakei   | 2:29,56 min |           |
| 8     | 8    | Phee Jinq En        | Malaysia   | 2:32,57 min |           |

### Vorlauf 2
| Platz | Bahn | Schwimmerin        | Nation         | Zeit (min)  | Anmerkung |
| ----- | ---- | ------------------ | -------------- | ----------- | --------- |
| 1     | 7    | Kaylene Corbett    | Südafrika      | 2:22,48 min |           |
| 2     | 4    | Molly Renshaw      | Großbritannien | 2:22,99 min |           |
| 3     | 3    | Marija Temnikowa   | ROC            | 2:23,13 min |           |
| 4     | 1    | Yu Jingyao         | China          | 2:23,17 min |           |
| 5     | 2    | Fanny Lecluyse     | Belgien        | 2:23,42 min |           |
| 6     | 6    | Francesca Fangio   | Italien        | 2:23,89 min |           |
| 7     | 5    | Abbie Wood         | Großbritannien | 2:24,13 min |           |
| 8     | 8    | Anastasia Gorbenko | Israel         | 2:28,41 min |           |

### Vorlauf 3
| Platz | Bahn | Schwimmerin             | Nation             | Zeit (min)  | Anmerkung |
| ----- | ---- | ----------------------- | ------------------ | ----------- | --------- |
| 1     | 5    | Lilly King              | Vereinigte Staaten | 2:22,10 min |           |
| 2     | 4    | Annie Lazor             | Vereinigte Staaten | 2:22,76 min |           |
| 3     | 2    | Jessica Vall            | Spanien            | 2:23,31 min |           |
| 4     | 6    | Kanako Watanabe         | Japan              | 2:24,73 min |           |
| 5     | 7    | Marina García Urzainqui | Spanien            | 2:26,21 min |           |
| 6     | 1    | Alina Zmushka           | Belarus            | 2:27,59 min |           |
| 7     | 8    | Julia Sebastián         | Argentinien        | 2:29,55 min |           |
|       | 3    | Sydney Pickrem          | Kanada             | DNS         |           |

### Vorlauf 4
| Platz | Bahn | Schwimmerin           | Nation     | Zeit (min)  | Anmerkung |
| ----- | ---- | --------------------- | ---------- | ----------- | --------- |
| 1     | 4    | Tatjana Schoenmaker   | Südafrika  | 2:19,16 min | OR, AF    |
| 2     | 5    | Jewgenija Tschikunowa | ROC        | 2:22,16 min |           |
| 3     | 2    | Jenna Strauch         | Australien | 2:23,30 min |           |
| 4     | 8    | Sophie Hansson        | Schweden   | 2:23,82 min |           |
| 5     | 3    | Lisa Mamié            | Schweiz    | 2:23,91 min |           |
| 6     | 6    | Kelsey Wog            | Kanada     | 2:24,27 min |           |
| 7     | 7    | Abbey Harkin          | Australien | 2:24,41 min |           |
| 8     | 1    | Martina Carraro       | Italien    | 2:26,17 min |           |

### Zusammenfassung
| Platz | Vorlauf | Bahn | Schwimmerin             | Nation             | Zeit (min)  | Anmerkung |
| ----- | ------- | ---- | ----------------------- | ------------------ | ----------- | --------- |
| 1     | 4       | 4    | Tatjana Schoenmaker     | Südafrika          | 2:19,16 min | OR, AF    |
| 2     | 3       | 5    | Lilly King              | Vereinigte Staaten | 2:22,10 min |           |
| 3     | 4       | 5    | Jewgenija Tschikunowa   | ROC                | 2:22,16 min |           |
| 4     | 2       | 7    | Kaylene Corbett         | Südafrika          | 2:22,48 min |           |
| 5     | 3       | 4    | Annie Lazor             | Vereinigte Staaten | 2:22,76 min |           |
| 6     | 2       | 4    | Molly Renshaw           | Großbritannien     | 2:22,99 min |           |
| 7     | 2       | 3    | Marija Temnikowa        | ROC                | 2:23,13 min |           |
| 8     | 2       | 1    | Yu Jingyao              | China              | 2:23,17 min |           |
| 9     | 4       | 2    | Jenna Strauch           | Australien         | 2:23,30 min |           |
| 10    | 3       | 2    | Jessica Vall            | Spanien            | 2:23,31 min |           |
| 11    | 2       | 2    | Fanny Lecluyse          | Belgien            | 2:23,42 min |           |
| 12    | 4       | 8    | Sophie Hansson          | Schweden           | 2:23,82 min |           |
| 13    | 2       | 6    | Francesca Fangio        | Italien            | 2:23,89 min |           |
| 14    | 4       | 3    | Lisa Mamié              | Schweiz            | 2:23,91 min |           |
| 15    | 2       | 5    | Abbie Wood              | Großbritannien     | 2:24,13 min |           |
| 16    | 4       | 6    | Kelsey Wog              | Kanada             | 2:24,27 min |           |
| 17    | 4       | 7    | Abbey Harkin            | Australien         | 2:24,41 min |           |
| 18    | 3       | 6    | Kanako Watanabe         | Japan              | 2:24,73 min |           |
| 19    | 1       | 4    | Kristýna Horská         | Tschechien         | 2:25,03 min | NR        |
| 20    | 1       | 6    | Mona McSharry           | Irland             | 2:25,08 min | NR        |
| 21    | 4       | 1    | Martina Carraro         | Italien            | 2:26,17 min |           |
| 22    | 3       | 7    | Marina García Urzainqui | Spanien            | 2:26,21 min |           |
| 23    | 1       | 2    | Kotryna Teterevkova     | Litauen            | 2:26,82 min |           |
| 24    | 1       | 3    | Melissa Rodríguez       | Mexiko             | 2:26,87 min |           |
| 25    | 1       | 5    | Eszter Békési           | Ungarn             | 2:26,89 min |           |
| 26    | 3       | 1    | Alina Zmushka           | Belarus            | 2:27,59 min |           |
| 27    | 1       | 7    | Eneli Jefimova          | Estland            | 2:27,87 min |           |
| 28    | 2       | 8    | Anastasia Gorbenko      | Israel             | 2:28,41 min |           |
| 29    | 3       | 8    | Julia Sebastián         | Argentinien        | 2:29,55 min |           |
| 30    | 1       | 1    | Andrea Podmaníková      | Slowakei           | 2:29,56 min |           |
| 31    | 1       | 8    | Phee Jinq En            | Malaysia           | 2:32,57 min |           |
|       | 3       | 3    | Sydney Pickrem          | Kanada             | DNS         |           |

## Halbfinale
Donnerstag, 29. Juli 2021, 4:54 Uhr MESZ
 

### Halbfinale 1
| Platz | Bahn | Schwimmerin     | Nation             | Zeit (min)  | Anmerkung |
| ----- | ---- | --------------- | ------------------ | ----------- | --------- |
| 1     | 5    | Kaylene Corbett | Südafrika          | 2:22,08 min |           |
| 2     | 4    | Lilly King      | Vereinigte Staaten | 2:22,27 min |           |
| 3     | 3    | Molly Renshaw   | Großbritannien     | 2:22,70 min |           |
| 4     | 7    | Sophie Hansson  | Schweden           | 2:24,28 min |           |
| 5     | 6    | Yu Jingyao      | China              | 2:24,76 min |           |
| 6     | 2    | Jessica Vall    | Spanien            | 2:24,87 min |           |
| 7     | 1    | Lisa Mamié      | Schweiz            | 2:25,11 min |           |
|       | 8    | Kelsey Wog      | Kanada             |             |           |

### Halbfinale 2
| Platz | Bahn | Schwimmerin           | Nation             | Zeit (min)  | Anmerkung |
| ----- | ---- | --------------------- | ------------------ | ----------- | --------- |
| 1     | 4    | Tatjana Schoenmaker   | Südafrika          | 2:19,33 min |           |
| 2     | 5    | Jewgenija Tschikunowa | ROC                | 2:20,57 min |           |
| 3     | 3    | Annie Lazor           | Vereinigte Staaten | 2:21,94 min |           |
| 4     | 8    | Abbie Wood            | Großbritannien     | 2:22,35 min |           |
| 5     | 7    | Fanny Lecluyse        | Belgien            | 2:23,73 min |           |
| 6     | 2    | Jenna Strauch         | Australien         | 2:24,25 min |           |
| 7     | 6    | Marija Temnikowa      | ROC                | 2:24,69 min |           |
| 8     | 1    | Francesca Fangio      | Italien            | 2:27,56 min |           |

### Zusammenfassung
| Platz | Vorlauf | Bahn | Schwimmerin           | Nation             | Zeit (min)  | Anmerkung |
| ----- | ------- | ---- | --------------------- | ------------------ | ----------- | --------- |
| 1     | 2       | 4    | Tatjana Schoenmaker   | Südafrika          | 2:19,33 min |           |
| 2     | 2       | 5    | Jewgenija Tschikunowa | ROC                | 2:20,57 min |           |
| 3     | 2       | 3    | Annie Lazor           | Vereinigte Staaten | 2:21,94 min |           |
| 4     | 1       | 5    | Kaylene Corbett       | Südafrika          | 2:22,08 min |           |
| 5     | 1       | 4    | Lilly King            | Vereinigte Staaten | 2:22,27 min |           |
| 6     | 2       | 8    | Abbie Wood            | Großbritannien     | 2:22,35 min |           |
| 7     | 1       | 3    | Molly Renshaw         | Großbritannien     | 2:22,70 min |           |
| 8     | 2       | 7    | Fanny Lecluyse        | Belgien            | 2:23,73 min |           |
| 9     | 2       | 2    | Jenna Strauch         | Australien         | 2:24,25 min |           |
| 10    | 1       | 7    | Sophie Hansson        | Schweden           | 2:24,28 min |           |
| 11    | 2       | 6    | Marija Temnikowa      | ROC                | 2:24,69 min |           |
| 12    | 1       | 6    | Yu Jingyao            | China              | 2:24,76 min |           |
| 13    | 1       | 2    | Jessica Vall          | Spanien            | 2:24,87 min |           |
| 14    | 1       | 1    | Lisa Mamié            | Schweiz            | 2:25,11 min |           |
| 15    | 2       | 1    | Francesca Fangio      | Italien            | 2:27,56 min |           |
|       | 1       | 8    | Kelsey Wog            | Kanada             |             |           |

## Finale
Freitag, 30. Juli 2021, 3:41 Uhr MESZ

| Platz | Bahn | Schwimmerin           | Nation             | Zeit (min)  | Anmerkung |
| ----- | ---- | --------------------- | ------------------ | ----------- | --------- |
| 1     | 4    | Tatjana Schoenmaker   | Südafrika          | 2:18,95 min | WR        |
| 2     | 2    | Lilly King            | Vereinigte Staaten | 2:19,92 min |           |
| 3     | 3    | Annie Lazor           | Vereinigte Staaten | 2:20,84 min |           |
| 4     | 5    | Jewgenija Tschikunowa | ROC                | 2:20,88 min |           |
| 5     | 6    | Kaylene Corbett       | Südafrika          | 2:22,06 min |           |
| 6     | 1    | Molly Renshaw         | Großbritannien     | 2:22,65 min |           |
| 7     | 7    | Abbie Wood            | Großbritannien     | 2:23,72 min |           |
| 8     | 8    | Fanny Lecluyse        | Belgien            | 2:24,57 min |           |